# Karuzi (stad)
Karuzi is een stad in Burundi en is de hoofdplaats van de provincie Karuzi.
Karuzi telde in 1990 bij de volkstelling 6500 inwoners.